# Dicranomyia paradisea
Dicranomyia paradisea là một loài ruồi trong họ Limoniidae. Chúng phân bố ở miền Australasia.